# Lawrence Bragg

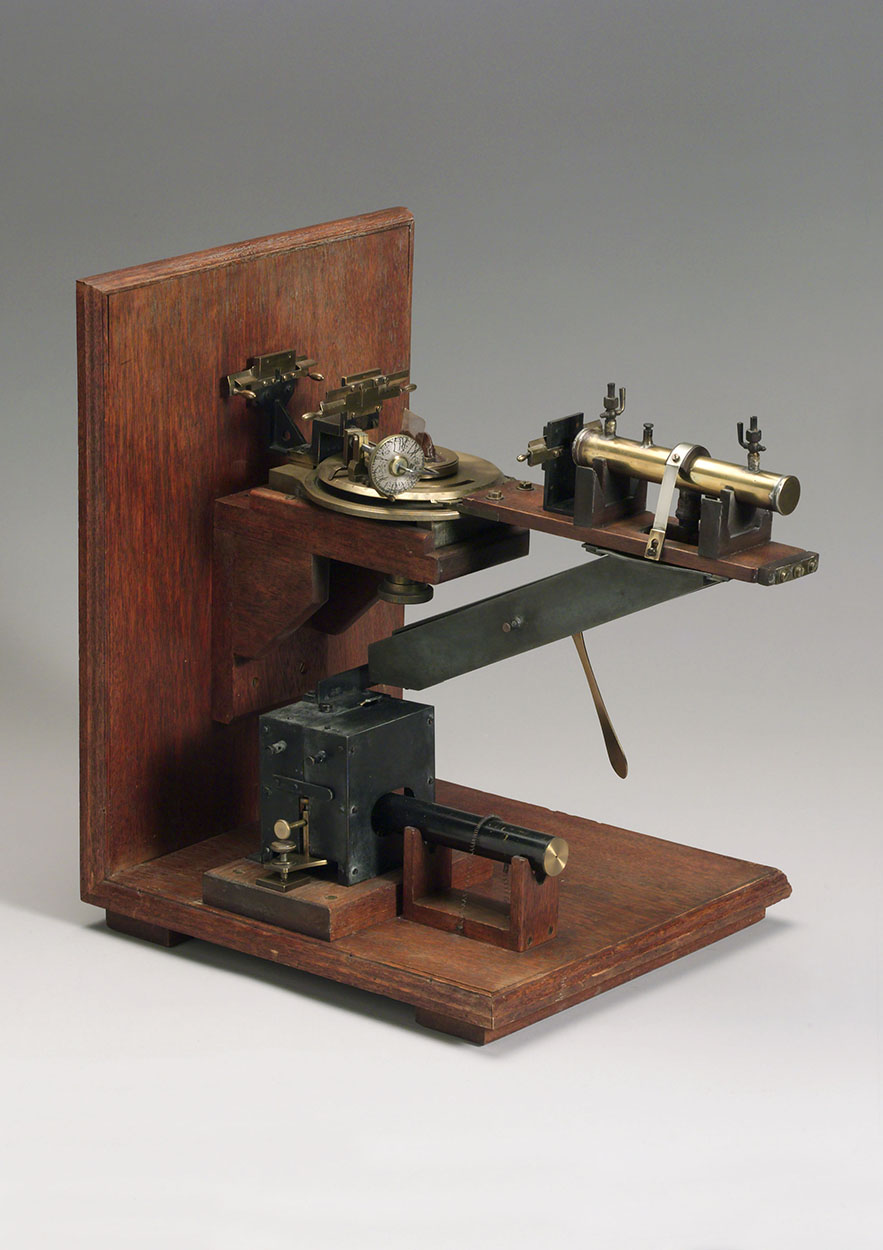
Bragg designade bland annat röntgenspektrometern.

William Lawrence Bragg, född 31 mars 1890 i Adelaide i South Australia, död 1 juli 1971 i Waldringfield nära Ipswich i Suffolk, var en australisk-brittisk fysiker. Han är främst känd för att ha upptäckt röntgenkristallografi 1912 och utvecklat metoden tillsammans med sin far, William Henry Bragg. De gav namn åt Braggs lag. 1915 fick far och son Nobelpriset för sin upptäckt, och Lawrence Bragg blev därmed vid 25 års ålder den yngste någonsin att få ett Nobelpris i fysik.
Bragg var professor vid Victoria University of Manchester, universitetet i Cambridge och Royal Institution från 1919 till 1966, och fortsatte som sådan sin forskning på röntgenkristallografi.
Bragg invaldes 1921 som Fellow of the Royal Society och 1943 som utländsk ledamot av Kungliga Vetenskapsakademien. Han tilldelades Matteuccimedaljen 1915, Hughesmedaljen 1931, Royal Medal 1946 och Copleymedaljen 1966.
Ett av Braggs övriga intressen var att samla blötdjursskal, hans personliga samling innehöll exemplar från cirka 500 arter, som alla personligen hade samlats in i södra Australien. Han upptäckte en ny art av sepialiknande bläckfiskar - Sepia braggi, som uppkallades efter honom av Joseph Verco.